# Cari Lekebusch

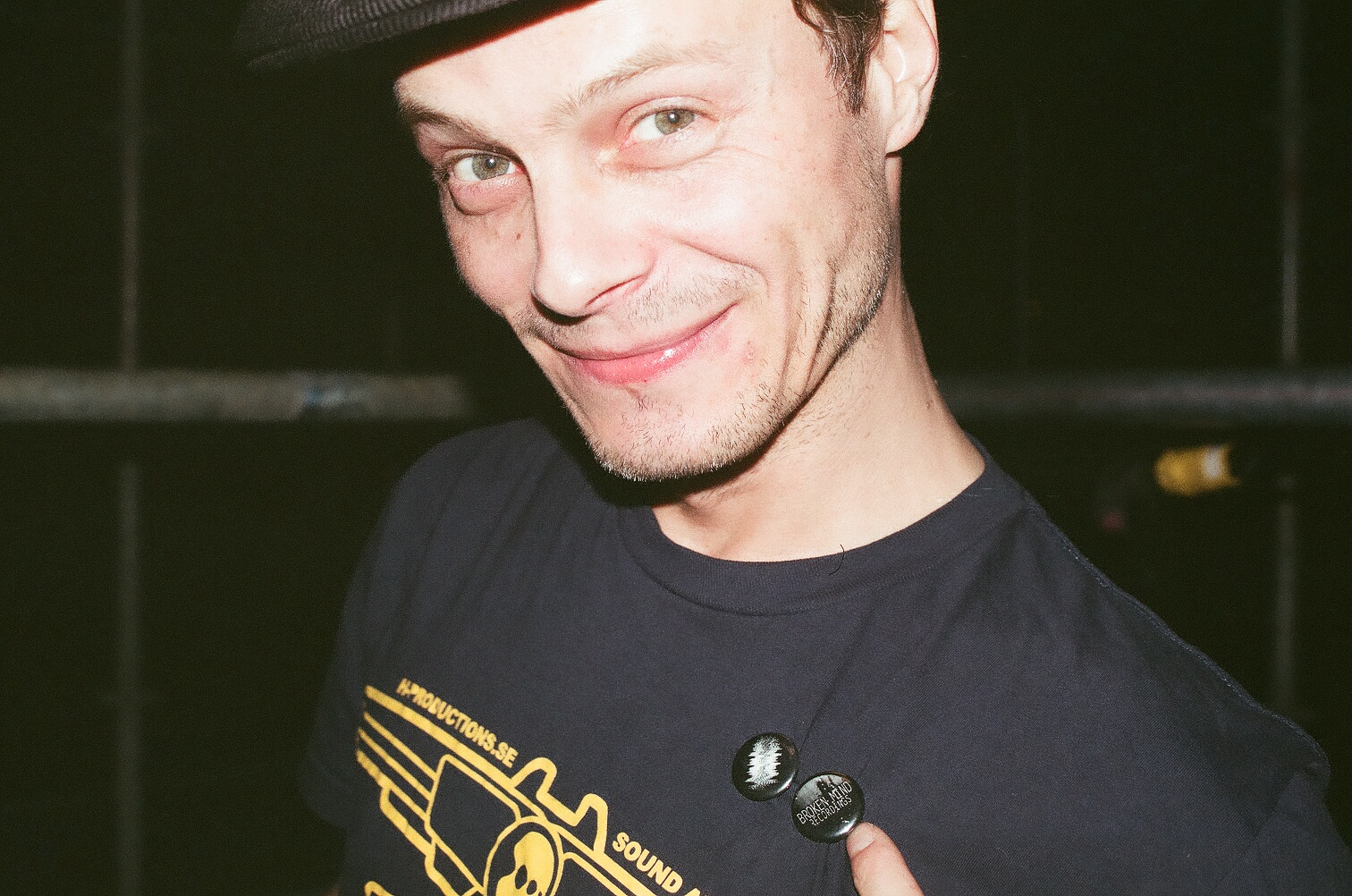
Cari Lekebusch

Cari Lekebusch (* 7. Januar 1972; bürgerlich Kari Pekka Lekebusch) ist ein schwedischer Technokünstler. Er ist auch unter den Pseudonymen Braincell und Mr. James Barth bekannt.
Lekebusch gehört neben Adam Beyer und Joel Mull zu den bekanntesten Techno-Produzenten seines Heimatlandes. Seine ersten Gigs und Produktionen hatte er Anfang der 90er. 1994 gründete er das Label Hybrid Sound Architectures, welches 1996 nach einem Rechtsstreit mit der britischen Gruppe Hybrid in H. Productions umbenannt wurde. Es folgten die Sublabels  Kaun Trax (1994), Djupt (1998), Grundtakt (2000) und Audio Mekanixc (2002).
Sein erstes Album erschien unter dem Pseudonym Braincell auf dem Label Harthouse.
Zusammen mit Adam Beyer, mit dem er lange in dem bekannten Stockholmer Plattenladen Planet Rhythm gearbeitet hat, gründete er 1996 das Musiklabel Drumcode. Mittlerweile gibt es auch schon weitere Sub-Labels, wie z. B. CodeRed (1997) und TrueSoul (2003).

## Diskografie (Auswahl)
- You Are A Hybrid Too (Cari Lekebusch), MP3, 2012
- LOGO (Cari Lekebusch Vs Jola Bola), MP3, 2008
- Prophecies, LP, 2005
- The Architect, CD/LP, 2004
- Chaos & Order, CD/LP, 2000
- Det Jag Vet, CD, 1999
- Stealin Music (alias Mr. James Barth), LP, 1998

Remixe
- Leftfield – Swords
- Steve Stoll - Model T
- Cristian Vogel : Never Too Late
- Brian Sanhaji - Stereotype